# Luciano Serrano y Pineda
Fray Luciano Serrano y Pineda O.S.B., (Castroceniza, 1879 - Burgos, 17 de juliol de 1944) va ser un clergue i migevalista burgalès, membre de l'Orde Benedictí, abat del monestir de Santo Domingo de Silos, destacat investigador de l'edat mitjana castellana i membre de la Reial Acadèmia de la Història.

## Biografia
Als 12 anys ingressa en la propera abadia de Silos, on cursa amb brillantor la carrera eclesiàstica. Va ser ordenat prevere el 1902, any en què es fa càrrec de l'arxiu del monestir, i comença publicar treballs d'història. Simultaneja aquests treballs amb l'estudi del cant gregorià, llavors objecte de discussió a l'església després de la publicació del Motu proprio de Pius X (1903).
El 1911, és enviat a Roma becat, i ho romàn fins a l'inici de la Primera Guerra Mundial. Investiga as arxius vaticans les relacions entre Espanya i la Santa Seu en temps de Felip II d'Espanya. El 9 de juny de 1917 és elegit abat de Silos en substitució de dom Alfonso Guépin, i així pot compaginar les seves aficions amb les obligacions pròpies del seu càrrec, com eren les seves abadies filials a Buenos Aires, Ciutat de Mèxic, Montserrat de Madrid i Estíbaliz.
El 1940 fou elegit Acadèmic de nombre de la Reial Acadèmia de la Història, on fa la seva presentació amb una conferència sobre Pablo de Cartagena, gran rabí i posteriorment bisbe de Burgos. Allí va desgranar el que havia estat el seu programa d'historiador autodidacta i positivista, tal com assenyalava Menéndez Pelayo:
| « | […] és més beneficiós per a la historia pàtria el que escriu de primera mà els anals d'un municipi, d'una ciutat o d'una regió, i dona a la llum correspondències epistolars o col·leccions de documents inèdits, que no el que cenyeix la seva labor a apreciacions d'ordre general o judicis sintètics sobre temes ja coneguts, sense aportar noves llums […] | » |

Arran de la seva sobtada defunció, Fra Justo Pérez de Urbel manifestava:
| « | […] això (l'edició de fonts) és el que dona a la seva obra un valor permanent, que ha permès a altres investigadors realitzar grans progressos en el camp de la filologia, de l'art, de les institucions medievals i de la història política de l'Edat Mitjana, de manera que no és fàcil escriure un llibre sobre aquestes matèries sense que porti al peu el nom del Pare Serrano […] | » |

## Obra
- Fuentes para la historia de Castilla (1905), la seva obra de major projecció.
- Colección diplomática de San Salvador de El Moral (1906).
- Cartulario del infantado de Covarrubias  (1910),
- Becerro Gótico de Cardeña (1910)
- ¿Qué es canto gregoriano?, comentarios teórico-prácticos (1903)
- Correspondencia diplomática entre España y la Santa Sede durante el pontificado de San Pío V (1914).
- Don Mauricio, obispo de Burgos y fundador de su catedral (1922)
- Cartulario de San Pedro de Arlanza (Madrid 1925), on es fa referència, entre altres coses, a la Carta Puebla de Brañosera, manuscrit que es va donar a conèixer per Fray Prudencio de Sandoval en el segle XVII (Historias de los cinco obispos: Idacio, Isidoro, Sebastián, Sampiro y Pelayo. Pamplona, 1615, p. 292) i a la Monte de Patria.
- Cartulario del Monasterio de Vega (1927).
- Cartulario de San Vicente de Oviedo (1929).
- Cartulario de San Millán de la Cogolla (1930).
- El Obispado de Burgos y la Castilla primitiva desde el siglo V al XIII (1935-1936). Culminació de les anteriors obres de recopilació de dades, la seva obra fonamental, C.S.I.C
- D. Pablo de Santamaría. Gran rabino y obispo de Burgos. Discurso leído ante la Real academia de la Historia al ingresar en ella. por el Excmo. Y Revmo.____, Abad de Silos. Contestación al mismo del Excmo. Sr. D. Elías Tormo y Monzó, Académico de la Historia. Día 3 de noviembre de 1940, Burgos(1941): Imprenta El Monte Carmelo. C.S.I.C
- Los Reyes Católicos y la ciudad de Burgos desde 1541 hasta 1492 (C.S.I.C - 1943).

### Edicions recents
- Cartulario del Infantado de Covarrubias.  Gómez Oña, Javier, 1987. ISBN 978-84-404-0043-7.
- D. Mauricio obispo de Burgos y fundador de su Catedral.  Editorial Maxtor Librería, 2001. ISBN 978-84-95636-21-8.